# パプリカ オリジナルサウンドトラック
『パプリカ オリジナルサウンドトラック』は、平沢進の10枚目となるサウンドトラックである。日本では2006年11月23日に平沢の自主レーベルであるケイオスユニオン/TESLAKITEより、アメリカ合衆国とフランスではMilan Entertainmentより発売された。

## 解説
今敏によるアニメ映画『パプリカ』のオリジナルサウンドトラックである。平沢のサウンドトラックとしては『妄想代理人 オリジナルサウンドトラック』より2年振りとなる。
本作と同じく2006年に発売されたオリジナル・アルバム『白虎野』と同様に、バカコーラス（多重録音）、平沢の声のコラージュ、VOCALOID「LOLA」などの声をフィーチャーした作品が多い。

## 収録曲
1. パレード - Parade
『白虎野』にも収録されている。
2. 媒介野 - Mediational Field
『白虎野』収録曲「白虎野」のアレンジバージョン。
3. 回廊の死角 - A Blind Spot in a Corridor
4. サーカスへようこそ - Welcome to the Circus
5. 暗がりの木 - A Tree in the Dark
6. 逃げる者 - Escape
7. Lounge
8. その影 - The Shadow
9. 滴いっぱいの記憶 - A Drop Filled with Memories
10. 追う者 - Chaser
11. 予期 - Prediction
12. パレード（instrumental） - Parade (instrumental)
13. 白虎野の娘（パプリカ・エンディングテーマ） - The Girl in Byakkoya - White Tiger Field
『パプリカ』のエンディングテーマ。『白虎野』収録の「白虎野」に若干のアレンジを加えたもの。本サウンドトラックの発売と同時に、平沢自身のウェブサイトより無料配信された[3]。
アメリカ合衆国で行われた第79回アカデミー賞歌曲賞部門ノミネート候補となった[4]。
2012年に発売されたボーカロイドのコンピレーション・アルバム『EXIT TUNES PRESENTS Vocalodream feat.初音ミク』には、KAITOによるカヴァーが収録されている。

### その他
1. EXTRA TRACK: 平沢進 short movie「白虎野の娘」 - Extra Track: Susumu Hirasawa short movie "The Girl in Byakkoya - White Tiger Field"
EXTRA TRACKに収録されたショート・ムービー。
2. 走る者 - Runner
本サウンドトラックの発売と同時に、平沢自身のサイトで発表されたアウトテイク。